# 포제가 (크로아티아)

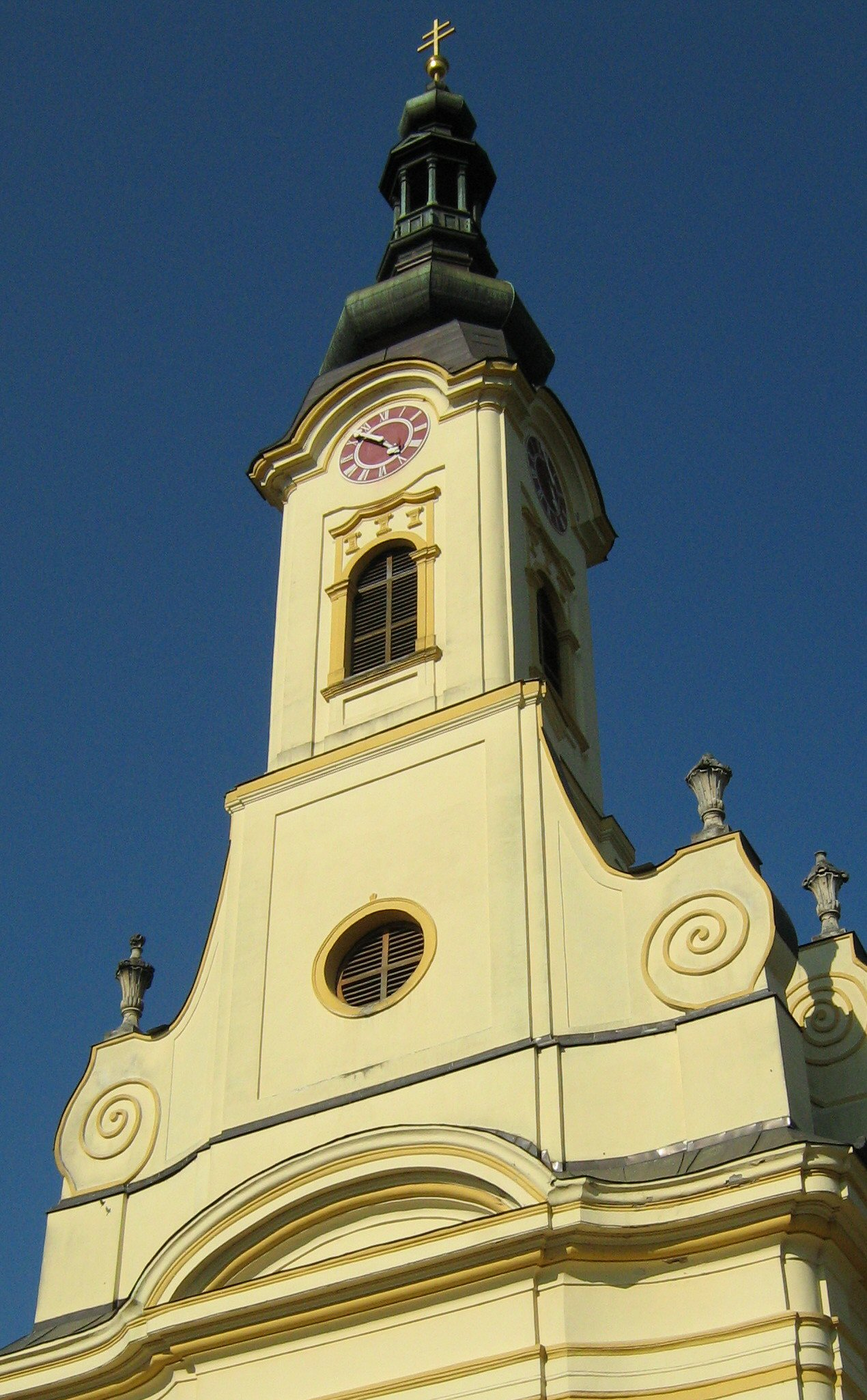
포제가 성당

포제가(크로아티아어: Požega, 헝가리어: Pozsega, 독일어: Poschegg, 라틴어: Posega)는 크로아티아 동부에 위치한 도시로, 포제가슬라보니아주의 주도이며 면적은 133.91km2, 도시 인구는 19,565명(2011년 기준), 지방 자치체 인구는 26,403명(2011년 기준)이다. 슬라보니아 서부에 위치한다.